# Поплавце
Поплавце (пол. Popławce) — село в Польщі, у гміні Кузьниця Сокульського повіту Підляського воєводства.
Населення — 143 особи (2011).
У 1975-1998 роках село належало до Білостоцького воєводства.

## Демографія
Демографічна структура станом на 31 березня 2011 року:
|          | Загалом | Допрацездатний вік | Працездатний вік | Постпрацездатний вік |
| -------- | ------- | ------------------ | ---------------- | -------------------- |
| Чоловіки | 71      | 12                 | 47               | 12                   |
| Жінки    | 72      | 24                 | 27               | 21                   |
| Разом    | 143     | 36                 | 74               | 33                   |